# SIRIUS 4
El SIRIUS 4 es un satélite de comunicaciones de la empresa SES SIRIUS, perteneciente a SES Astra. 
Colocado a 5° Este, la posición orbital de SIRIUS ofrecerá servicios de recepción directa y de banda ancha a toda Europa, y transmitirá también canales de HDTV. Con su flota de satélites, el sistema SIRIUS llega a 20 millones de hogares en Europa. El SIRIUS 4 tiene también un haz de cobertura sobre África que comercializará SES ASTRA.
Construido por Lockheed Martin, el SIRIUS 4 porta 52 transpondedores activos de banda KU de alta potencia y 2 de banda KA. 
Este satélite tiene una vida útil aproximada de 15 años.
- Datos: Q750294